# Viridrillia aureofasciata
Viridrillia aureofasciata é uma espécie de gastrópode do gênero Viridrillia, pertencente a família Pseudomelatomidae.